# Carlos Delgado
Pour les articles homonymes, voir Delgado.
Carlos Juan Delgado Hernández (né le 25 juin 1972 à Aguadilla, Porto Rico) est un joueur portoricain de baseball qui joue en Ligue majeure de baseball au poste de premier but de 1993 à 2009.
Joueur pendant 17 saisons, dont 12 avec les Blue Jays de Toronto, Carlos Delgado frappe 473 coups de circuit en carrière. Au moment de l'annonce de sa retraite, en janvier 2015, il occupe le 31e rang de l'histoire des ligues majeures à ce chapitre. 
En plus de détenir plusieurs records de franchise des Blue Jays, Delgado détient les records de coups de circuit et de points produits en carrière par un joueur portoricain. Il compte deux sélections à la partie d'étoiles, trois Bâtons d'argent comme meilleur joueur de premier but offensif de la Ligue américaine et un championnat des points produits, avec 145 pour Toronto en 2003.

## Biographie

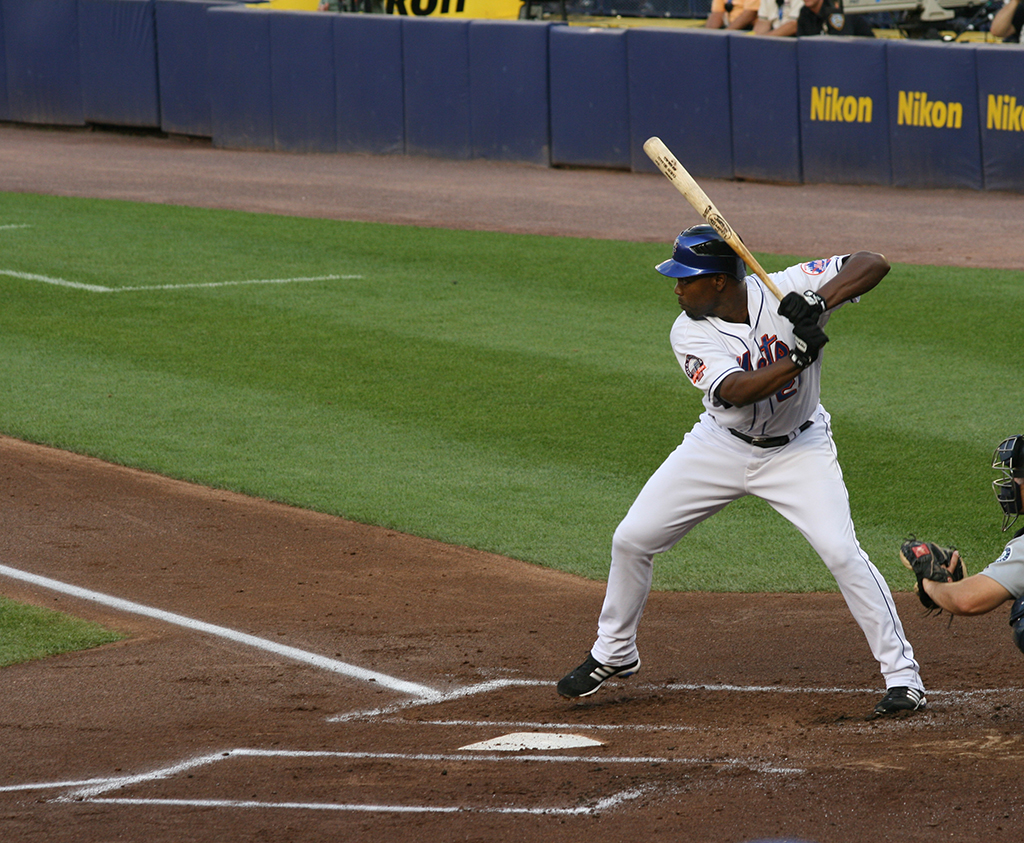
Carlos Delgado en 2008 avec les Mets de New York.

Delgado commence sa carrière en MLB le 1er octobre 1993 dans l'équipe des Blue Jays de Toronto au poste de receveur. En 1994 et 1995, il évolue principalement au poste de champ gauche. À partir de 1996, il occupe le premier but, et en quelques occasions le rôle de frappeur désigné.

Il est sélectionné pour deux matchs des étoiles de la ligue majeure de baseball en 2000 et 2003. Le 23 septembre 2003, lors d'un match contre les Devil Rays de Tampa Bay, il devient le 5e joueur de Ligue américaine et le 15e joueur de ligue majeur à frapper quatre coups de circuit en une partie.
Opposé à l'occupation de l'Irak par les États-Unis, Delgado refuse de joindre ses coéquipiers sur le terrain quand le God Bless America est interprété à la pause de la septième manche afin de publiquement signifier son opinion sur le sujet, ce qui cause certains remous.
À la fin de la saison 2004, il devient agent libre. Le 25 janvier 2005, il signe un contrat de 4 ans et 52 millions USD avec les Marlins de Floride. Il est transféré aux Mets de New York le 23 novembre 2005 dans le cadre d'un échange pour alléger la masse salariale des Marlins. Le premier but Mike Jacobs, le lanceur droitier Yusmeiro Petit, le joueur de champ intérieur Grant Psomas (qui ne dépassera jamais les ligues mineures) et une somme de 7 millions de dollars sont ainsi transférés. Dans un rôle de frappeur-nettoyeur en milieu d'alignement, il réussit 38 coups de circuit et produit 114 points lors de la saison 2006.
Le 27 juin 2008, Delgado récolte 9 points produits contre les Yankees de New York au Yankee Stadium. Il bat le record de franchise des Mets, qui était de 8 points produits en un match par Dave Kingman en 1976. Coïncidemment, le grand chelem que Delgado frappe dans ce match est son 444e circuit en carrière, ce qui le place avec un de plus que Kingman au 34e rang de l'histoire des majeures. Delgado connaît 7 matchs de plusieurs circuits au cours de la saison 2008, ce qui égale la marque d'équipe de Kingman, également établie en 1976.
Après la saison 2009, les Mets n'accordent pas de nouveau contrat à Delgado. Celui-ci demeure agent libre jusqu'au 7 août 2010, alors qu'il signe avec les Red Sox de Boston un contrat des ligues mineures. Il se rapporte aux Red Sox de Pawtucket, le club école de la franchise dans la Ligue internationale de baseball mais une blessure au dos le force à quitter le cinquième match qu'il dispute avec cette formation. Ceci met à toute fin pratique un terme à ses espoirs de revenir dans les majeures et d'atteindre le chiffre de 500 coups de circuit en carrière. 
Le 13 avril 2011, l'ancienne vedette des Blue Jays annonce sa retraite. Carlos Delgado a réussi 2038 coups sûrs en 2035 parties de ligue majeure, dont 473 circuits et 483 doubles. Il se retire avec 1512 points produits, 1241 points marqués, une moyenne au bâton de ,280 et une moyenne de puissance de ,546. Il est éligible pour l'élection au Temple de la renommée du baseball dès 2015.
Delgado est intronisé au Temple de la renommée du baseball canadien le 13 juin 2015.